# Hemsleya macrocarpa
Hemsleya macrocarpa là một loài thực vật có hoa trong họ Cucurbitaceae. Loài này được C.Y. Wu & C.L. Chen mô tả khoa học đầu tiên năm 1985.